# 1630
1630 (MDCXXX) fue un año común comenzado en martes según el calendario gregoriano.

## Acontecimientos
- 9 de marzo: Un terremoto sacude la isla griega de Creta.
- 17 de septiembre: en el noreste de Estados Unidos se funda la villa de Boston.
- España e Inglaterra firman la paz, terminando la guerra que mantenían desde 1624.
- La peste de Milán (entre 1629 y 1631) se extiende por Italia.
- En la región de Misiones, el jesuita español Cristóbal Altamirano funda la reducción de Nuestra Señora de la Asunción de la Cruz de Mbororé (actual Itaquí).

## Nacimientos
- 29 de enero: Carlos II, rey inglés (f. 1685).

## Fallecimientos
- 10 de junio: Oda Nobukatsu, samurái japonés del período Azuchi-Momoyama (n. 1558).
- 30 de julio: Pasquale Ottino, pintor italiano (n. 1578).
- 15 de noviembre: Johannes Kepler, astrónomo y matemático alemán (n. 1571).
- Diego de Ospina y Medinilla, conquistador español, fundador de la ciudad de Neiva, en la actual Colombia (n. 1567).